# Tatary (gmina)
Tatary – dawna gmina wiejska istniejąca w XIX wieku w guberni lubelskiej. Siedzibą władz gminy były Tatary (od 1916 dzielnica Lublina).
Za Królestwa Polskiego gmina Tatary należała do powiatu lubelskiego w guberni lubelskiej.
Gmina została zniesiona w 1874 roku i odtąd figuruje już jednostka gmina Wólka (Tatarska), utworzona z obszaru dotychczasowych gmin Tatary i Łuszczów.